# Wilhelm Worringer
Wilhelm Robert Worringer (13 janvier 1881, Aix-la-Chapelle - 29 mars 1965, Munich) est un historien et critique d'art allemand.
Il défend le mouvement de l'expressionnisme, auquel il donne son nom.

## Biographie
Wilhelm Worringer est né le 13 janvier 1881 à Aix-la-Chapelle.
Il étudie l'histoire de l'art et des représentations sous la direction de Heinrich Rückert, Georg Simmel et Heinrich Wölfflin. En 1907, il soutient sa thèse de doctorat sous la direction d'Artur Weese (1868-1934) à l'université de Berne, Abstraktion und Einfühlung. Ein Beitrag zur Stilpsychologie (Abstraction et empathie), publiée l'année suivante chez Piper à Munich. En 1911, il publie son deuxième essai majeur, Formprobleme der Gotik, qui s'inscrit dans le prolongement de sa thèse : il définit l'art gothique par la ligne géométrique primitive, ne contenant aucune expression organique.
Dans le prolongement d'Alois Riegl, il a jeté les bases d'une théorie du modernisme naissant avant 1914 en Europe, identifié, selon Otto Rank, l'expressionnisme, les intégrant dans la tradition de l'histoire de l'art européen. Selon Gilles Deleuze et Félix Guattari, il est le premier à caractériser l'abstraction comme étant une forme primitive [au sens de premier] et naturelle dans l'ordre des représentations, commune à toutes les cultures.
Après 1918, il enseigne à l'université de Bonn, où Heinrich Lützeler (de) (1902-1988) fut l'un de ses étudiants.
Il a eu une grande influence sur T. E. Hulme (1883-1917), poète et critique britannique, théoricien préfigurant le vorticisme.

## Écrits
- Abstraktion und Einfühlung: ein Beitrag zur Stilpsychologie (thèse doctorale, 1907), essai, Munich, R. Piper Verlag, 1908[4].
  - Vorwort zum Neudruck: Abstraktion und Einfühlung. Ein Beitrag zur Stilpsychologie, Munich, 1948.
  - Nouvelle édition dirigée par Helga Grebing, avant-propos de Claudia Öhlschläger et Wilhelm Fink, Munich, Paderborn, 2007,  (ISBN 9783770544349).
- Formprobleme der Gotik, Munich, 1911.
- Ägyptische Kunst. Probleme ihrer Wertung, Munich, R. Piper & Co. Verlag, 1927, avec une gravure d'Oscar Brandstetter.
- Problematik der Gegenwartskunst, Munich, 1948.
- « Lächelt die Mona Lisa wirklich? », In: Thema. Zeitschrift für die Einheit der Kultur, 2/1949, p. 25-29.
- « Jean Fouquet und Piero della Francesca », In: Das Kunstwerk, 3/1949 (1), p. 24-30.
- Schriften [écrits complets], édités par Hannes Böhringer, Helga Grebing, Beate Söntgen, Munich, Wilhelm Fink Verlag, 2004, 2 tomes et un CD-ROM,  (ISBN 9783770536412).

Traductions en français
- Abstraction et empathie [Abstraktion und Einfühlung: ein Beitrag zur Stilpsychologie], traduit par Emmanuel Martineau, préface de Dora Vallier, Paris, Klincksieck, 1978.
- L’Art gothique [Formprobleme der Gotik, Munich, Piper, 1911], traduit de l'allemand en 1941 par D. Decourdemanche (Gallimard), dans lequel il distingue quatre types psychosociaux : primitif, classique, oriental et gothique, auxquels correspondent quatre formes d'expression artistiques, et qui ont toutes le même droit à la considération.